# Sphaerocera pallipes
Sphaerocera pallipes är en tvåvingeart som beskrevs av Malloch 1914. Sphaerocera pallipes ingår i släktet Sphaerocera och familjen hoppflugor. Inga underarter finns listade i Catalogue of Life.